# 浪越軒
浪越軒（なみこしけん）とは、愛知県名古屋市守山区に本店がある和菓子店。法人としての名称はなみこし株式会社。

## 歴史
1927年（昭和2年）創業。以前はジェイアール名古屋タカシマヤなど愛知県内に数店舗、愛知県外ではエキュート上野にも店舗があったが2016年（平成28年）頃から縮小、中日ビルにあった「なみこし茶家」が2018年（平成30年）8月19日に閉店したことで常設店舗は本店のみとなった
どちらも2019年（平成31年）9月で生産終了しているが、鬼まんじゅうや「てづくりどうぶつえん」で知られていた。てづくりどうぶつえんは動物の形をした直径3センチメートルほどの小さな饅頭で、その可愛らしい見た目からInstagramなどSNSで話題となった。餡の代わりにチョコレートを包んだ「プレミアムどうぶつえん」も販売されていた。